# Fernando Belaúnde
Fernando Sergio Marcelo Marcos Belaúnde Terry (Lima, 7 oktober 1912 – aldaar, 4 juni 2002) was een Peruviaans politicus. Hij werd in 1963 tot president gekozen, maar werd in 1968 door een militaire staatsgreep afgezet. Tussen 1980 en 1985 was hij opnieuw president. Hij werd herkozen na twaalf jaar militair bewind.